# Фенг Јоу-лан
Фенг Јоу-лан (кин: 冯友兰; пин: Féng Yǒulán; Танхе, 4. децембар 1895 — Пекинг, 26. новембар 1990), надимак Џ’-шенг (кин: 芝生; пин: Zhīshēng) је био Кинески филозоф и историчар филозофије.

## Биографија
Фенг Јоу-лан се родио 4. децембра 1895. године, у месту Танг-х’ у данашњој кинеској провинцији Хенан. Студирао је филозофију на Шангајском и Пекиншком универзитету. Дипломирао је 1918. године, а потом је отишао у САД, где је на Универзитету Колумбија докторирао 1923. године.
По повратку у Кину радио је на неколико универзитета (Џуанг-џоу, Гуанг-дунг те Јен-ђинг и Ћинг-хуа у Пекингу). На Ћинг-хуа универзитету је радио од 1928. до 1952. као професор филозофије и шеф катедре за филозофију.
По избијању Кинеско-јапанског рата студенти и особље Пекиншког универзитета одлазе из Пекинга и формирају Привремени универзитет Чанг-ша у Хенг-шану, а затим Југозападни придружени унверзитет у Кун-мингу. Када су се универзитети вратили у Пекинг 1946. године, Фенг је поново отишао у САД. У Америци је радио као гостујући професор на Универзитету у Пенсилванији.
Када се завршио грађански рат и комунисти дошли на власт, Фенг се вратио у Кину. Био је симпатизер комуниста, његови лични политички ставови били су увелико социјалистички, и почео је да проучава марксизам-лењинизам.
Међутим, средином педесетих година, па до Маове смрти, власти су нападале његов рад, и био је принуђен да се одрекне неких својих дела, а друга, укључујући и своју Историју кинеске филозофије да преправи да се уклопе у идејне оквире Културне револуције. Упркос томе, Фенг није напуштао Кину, и после пуно мукотрпног рада доживео је слабљење цензуре над својим радовима и повратак одређеног степена слободе за свој рад.
Од 1952. године, радио је и као члан комитета Одсека за друштвене науке Кинеске академије наука, члан комитета Свекинеског политичког савета на другом, трећем и четвртом заседању, члан сталног комитета на петом заседању конференције Политчког савета кинеског народа и делегат на четвртом заседању Свекинеског народног конгреса. Умро је 26. новембра 1990. године у Пекингу.

## Филозофија
Његово најпознатије дело је Историја кинеске филозофије (1934). У њему је применио западњачки приступ на кинеску филозофију, и тако створио стандард за сва будућа проучавања из те области.
За формирање његове филозофије пресудна је била нео-конфучијанска метафизика 12. века, и утицај његовог првог професора из САД, Џона Дјуиа, који је био представник прагматичарског правца.
Фенгова се филозофија темељи на кинеској метафизици, коју је он даље развио и анализирао користећи методе западњачке логике. На основу тога, он је изградио свој систем рационалног нео-конфучијанизма који се темељи на логици, што му је омогућило да пружи увид не само у природу морала, већ и у структуру људског моралног развоја.

## Преведено на српски
- Fung, Ju-lan, Istorija kineske filozofije, Nolit, Beograd 1976.